# Eriophyes tiliae
Eriophyes tiliae és un petit àcar que forma agalles en les fulles dels til·lers que parasita.
A finals de la primavera i a l'estiu les agalles de color verd groguenc o vermelles, que forma la planta com a reacció, fan 5 mm de llargada.

## Taxonomy
S'han identificat diverses subespècies d'aquest àcar.